# Sara Ahmed
Sara Ahmed (30 d'agost del 1969) és una escriptora britanicoaustraliana l'àrea d'estudi de la qual se centra en la teoria feminista, la teoria queer, la crítica del racisme i el postcolonialisme.

## Vida
Ahmed nasqué a Salford, Anglaterra. Son pare és pakistanés i sa mare anglesa, i van migrar a Austràlia als anys 70, on va créixer. Relacionats amb aquestes vivències estan els seus temes de recerca, entre els quals hi ha la migració i la identitat. Realitza els primers estudis en la Universitat d'Adelaide i el doctorat en el Centre de Teoria Crítica i Cultural de la Universitat de Cardiff.
Fou professora d'Estudis Culturals i Ètnia i directora del Centre de Recerques Feministes fins al 2016 a Goldsmiths, Universitat de Londres. Investigà també sobre temes de gènere en la Universitat de Lancaster.

## Recerques

### El gir afectiu
Ahmed ha realitzat importants aportacions al gir afectiu, un corrent metodològic que estudia els afectes per com es relacionen entre si, les seues zones de contacte i els efectes que generen. Ahmed analitza com els discursos o escenes afectives ajuden a reproduir una manera de vincular-se hegemònica i normativa.

### La felicitat com a mecanisme de control
Un altre tema d'interés d'Ahmed són els mecanismes institucionals que impedeixen o dificulten que s'escolten les queixes de les víctimes de masclisme, racisme o assetjament. Des del 2017 estudia aquesta qüestió en l'àmbit universitari a partir de denúncies d'assetjament sexual realitzades per estudiants de la Universitat de Londres. En la seua obra La promesa de la felicitat, Ahmed estudia com aquestes demandes de dones, persones LGBTI+ i migrants s'entenen com un atac al benestar col·lectiu. En aquest sentit les persones o col·lectius que realitzen aquests planys són qualificats d'aixafaguitarres, amargats o tristois. La felicitat s'associa a certes maneres d'habitar en el món: casar-se, formes una família, estudiar una carrera. La felicitat és, llavors, una tècnica per a dirigir les persones cap a certes accions i no altres.

### Fenomenologia queer i orientació cap als objectes
En Fenomenologia queer estudia les emocions en tant que dirigides a allò amb què entrem en contacte: poden dirigir-se cap a un objecte o apartar-se'n. En l'orientació cap a l'objecte també entra en joc com és aquest acostament i en això pren rellevància la interiorització en el cos de les experiències passades. La fenomenologia queer s'orienta cap a objectes que no són propers. Ahmed estudia com la fenomenologia queer implica un desviament respecte dels objectes als quals els subjectes s'haurien de dirigir.

## Publicacions
- What's the usi? On the usis of usi (2019)
- Viure una vida feminista (2017)
- Willfull subjects (2014)
- On being included: Racism and Diversity in institucional life (2012)
- La promesa de la felicitat (2010)
- The Affect Theory Reader (2009)
- Fenomenologia Queer (2006)
- La política cultural de les emocions (2004)
- Thinking through the skin (2001)
- Strange Encounters: Embodied others in Post-Coloniality (2000)
- Diferències que importen (1998)